# Fickleshole
Fickleshole – osada w Anglii, w hrabstwie Surrey, w dystrykcie Tandridge. Leży 25 km na południe od centrum Londynu. Miejscowość liczy 42 mieszkańców.